# Berto di Giovanni
Berto di Giovanni (fl. 1486-1501) è stato un pittore italiano, attivo principalmente a Siena.

## Biografia
Berto di Giovanni fu allievo di Domenico di Bartolo e lavorò a Siena, dove realizzò opere di pittura sacra e affreschi. È conosciuto per il suo stile che mostra influssi sia dal tardo gotico senese sia dalle nuove tendenze rinascimentali. Le sue opere più significative includono affreschi in chiese e conventi senesi e dipinti devozionali commissionati da confraternite religiose.

## Stile e influenze
Il suo stile unisce elementi tradizionali della scuola senese con innovazioni rinascimentali. L'uso del colore e la composizione riflettono l'eredità di Domenico di Bartolo e la contemporanea influenza fiorentina.

## Opere principali
- Affreschi nella Cappella della Compagnia di Sant'Antonio, Siena.[2]
- Dipinti sacri conservati presso il Museo dell'Opera Metropolitana di Siena.[3]